# 伊卡里亚
伊卡里亚（希臘語：Ικαριά）是希腊北愛琴大區伊卡里亚专区的市镇，行政中心为圣基里科斯。市镇面积为254.4平方公里，2021年人口数量为8,843人。
伊卡里亚市镇包括整个伊卡里亚岛。现今的市镇成立于2011年的地方政府改革中，由原三个市镇合并而成，而原市镇则成为新市镇的市区。